# Rick Owens
Richard Saturnino Owens, detto Rick (Porterville, 18 novembre 1961), è uno stilista statunitense.
Dopo aver interrotto gli studi all'Accademia d'Arte Otis/Parsons (Otis College of Art and Design), Owens intraprende un corso di modellistica per poter lavorare nel mondo della moda nel quale approda nel 1994, anno in cui lancia il suo marchio.
Nel settembre 2002 mostra la sua prima collezione durante la settimana della moda a New York, sponsorizzata da Vogue America e Anna Wintour.
Nello stesso anno decide di accettare il ruolo di direttore artistico del marchio francese Revillon, scelta che lo porterà a trasferirsi dagli Stati Uniti in Europa, a Parigi, dove inizierà a mostrare le sue collezioni durante la settimana della moda.
Il suo stile riprende la scuola giapponese di Issey Miyake, Yohji Yamamoto e Rei Kawakubo, le cui forme organiche ibrida con un lavoro di manomissione sulle forme anatomiche naturali e ambientando le sue creazioni in scenari da film post-apocalittici che influenzeranno numerosi designer successivi.
Ha ottenuto prestigiosi riconoscimenti: Cooper-Hewitt National Design Award, 2007, Fashion Group International Rule Breaker Award, 2007, CFDA Perry Ellis Emerging Talent Award, 2002.